# France AEROTECH
フランスエアロテック（France AEROTECH）とは、フランスのグランゼコール（技術系高等教育機関）のグループである。
これは、航空宇宙に特化した機関に関するものである

## 大学と組織
France AEROTECH のメンバーの大学と組織は以下の通りである。
- 国立民間航空大学校, 1949
- Arts et Métiers ParisTech, 1780
- École nationale supérieure d'électronique, informatique, télécommunications, mathématiques et mécanique de Bordeaux, 1920
- École centrale de Lyon, 1857
- École centrale de Nantes, 1919